# Micropraonetha carinipennis
Micropraonetha carinipennis là một loài bọ cánh cứng trong họ Cerambycidae.